# Південна Корея на зимових Олімпійських іграх 2022
Південна Корея взяла участь у зимових Олімпійських іграх 2022, що тривали з 4 до 20 лютого в Пекіні (Китай).
25 січня 2022 року оголошено склад збірної Південної Кореї, що складалася з 63 спортсменів (34 чоловіків і 29 жінок) й змагалася в 13 видах спорту. Жоден спортсмен не представляв Південну Корею в хокеї та стрибках з трампліна.
Ковзанярка Кім Мін Сон і шорт-трекіст Квак Юн Гі мали нести прапор своєї країни під час церемонії відкриття. Але потім Кім А Ран замінила Кім Мін Сон як одна із прапороносців. Нести прапор на церемонії закриття доручили шорт-трекістові Чха Мін Гю.

## Спортсмени
Кількість спортсменів, що взяли участь в Іграх, за видами спорту.
| Вид спорту          | Чоловіки | Жінки | Загалом |
| ------------------- | -------- | ----- | ------- |
| Гірськолижний спорт | 1        | 2     | 3       |
| Біатлон             | 1        | 2     | 3       |
| Бобслей             | 8        | 1     | 9       |
| Лижні перегони      | 2        | 3     | 5       |
| Керлінг             | 0        | 5     | 5       |
| Фігурне катання     | 2        | 2     | 4       |
| Фристайл            | 1        | 2     | 3       |
| Санний спорт        | 3        | 1     | 4       |
| Лижне двоборство    | 1        | Н/Д   | 1       |
| Шорт-трек           | 5        | 5     | 10      |
| Скелетон            | 2        | 1     | 3       |
| Сноубординг         | 2        | 2     | 4       |
| Ковзанярський спорт | 6        | 4     | 10      |
| Загалом             | 34       | 30    | 64      |

## Медалісти
Список південнокорейських спортсменів, що на Іграх здобули медалі.
| Медаль | Ім'я                                                          | Вид спорту          | Дисципліна                      | Дата      |
| ------ | ------------------------------------------------------------- | ------------------- | ------------------------------- | --------- |
| Золото | Хван Те Хон                                                   | Шорт-трек           | 1500 метрів (чоловіки)          | 9 лютого  |
| Золото | Чхве Мін Джон                                                 | Шорт-трек           | 1500 метрів (жінки)             | 16 лютого |
| Срібло | Чхве Мін Джон                                                 | Шорт-трек           | 1000 метрів (жінки)             | 11 лютого |
| Срібло | Чха Мін Гю                                                    | Ковзанярський спорт | 500 метрів (чоловіки)           | 12 лютого |
| Срібло | Чхве Мін Джон Кім А Ран Лі Ю Бін Со Ві Мін                    | Шорт-трек           | Естафета 3000 метрів (жінки)    | 13 лютого |
| Срібло | Лі Джун Со Kim Dong-wook Хван Те Хон Квак Юн Гі Парк Джан Хюк | Шорт-трек           | Естафета 5000 метрів (чоловіки) | 15 лютого |
| Срібло | Чон Чхе Вон                                                   | Ковзанярський спорт | Масстарт (чоловіки)             | 19 лютого |
| Бронза | Кім Мін Сок                                                   | Ковзанярський спорт | Чоловіки's 1500m                | 8 лютого  |
| Бронза | Лі Син Хун                                                    | Ковзанярський спорт | Масстарт (чоловіки)             | 19 лютого |

## Гірськолижний спорт
Від Південної Кореї на ігри кваліфікувалися один гірськолижник і одна гірськолижниця, що відповідали базовому кваліфікаційному критерію.
| Спортсмен  | Дисципліна                    | 1-й спуск | 1-й спуск | 2-й спуск    | 2-й спуск    | Сума         | Сума         |
| Спортсмен  | Дисципліна                    | Час       | Місце     | Час          | Місце        | Час          | Місце        |
| ---------- | ----------------------------- | --------- | --------- | ------------ | ------------ | ------------ | ------------ |
| Юн Дон Хюн | Гігантський слалом (чоловіки) | НФ        | НФ        | Не потрапив  | Не потрапив  | Не потрапив  | Не потрапив  |
| Юн Дон Хюн | Слалом (чоловіки)             | 56.85     | 29        | 50.84        | 16           | 1:47.69      | 21           |
| Кім Со Хі  | Гігантський слалом (жінки)    | 1:04.12   | 38        | 1:03.10      | 32           | 2:07.22      | 33           |
| Кан Йон Со | Гігантський слалом (жінки)    | НФ        | НФ        | Не потрапила | Не потрапила | Не потрапила | Не потрапила |
| Кім Со Хі  | Слалом (жінки)                | 57.31     | 42        | 56.80        | 39           | 1:54.11      | 39           |
| Кан Йон Со | Слалом (жінки)                | НФ        | НФ        | Не потрапила | Не потрапила | Не потрапила | Не потрапила |

## Біатлон
Від Південної Кореї на Ігри кваліфікувалися два біатлоністи і одна біатлоністка.
| Спортсмен           | Дисципліна                        | Час     | Хиби        | Місце |
| ------------------- | --------------------------------- | ------- | ----------- | ----- |
| Тимофій Лапшин      | Індивідуальні перегони (чоловіки) | 57:13.0 | 5 (1+1+2+1) | 76    |
| Тимофій Лапшин      | Спринт (чоловіки)                 | 27:30.8 | 2 (1+1)     | 82    |
| Катерина Аввакумова | Індивідуальні перегони (жінки)    | 52:31.4 | 6 (3+0+2+1) | 73    |
| Кім Сон Су          | Індивідуальні перегони (жінки)    | 56:37.5 | 6 (3+0+3+0) | 84    |
| Катерина Аввакумова | Перегони переслідування (жінки)   | КОЛО    | КОЛО        | КОЛО  |
| Катерина Аввакумова | Спринт (жінки)                    | 23:19.4 | 2 (2+0)     | 49    |
| Кім Сон Су          | Спринт (жінки)                    | 25:18.2 | 1 (1+0)     | 83    |

## Бобслей
Від Південної Кореї кваліфікувалися екіпажі чоловіків-двійок і чоловіків-четвірок, а також монобоб у змаганнях жінок. Отож збірну Південної Кореї представляли 9 спортсменів (вісім чоловіків і одна жінка).
Чоловіки
| Спортсмен                                              | Дисципліна          | 1-й заїзд | 1-й заїзд | 2-й заїзд | 2-й заїзд | 3-й заїзд | 3-й заїзд | 4-й заїзд   | 4-й заїзд   | Сума    | Сума  |
| Спортсмен                                              | Дисципліна          | Час       | Місце     | Час       | Місце     | Час       | Місце     | Час         | Місце       | Час     | Місце |
| ------------------------------------------------------ | ------------------- | --------- | --------- | --------- | --------- | --------- | --------- | ----------- | ----------- | ------- | ----- |
| Suk Young-jin Kim Hyeong-geun                          | Двійки (чоловіки)   | 1:00.28   | 23        | 1:00.46   | 22        | 1:00.52   | 24        | Не потрапив | Не потрапив | 3:01.26 | 24    |
| Вон Юн Чжон Kim Jin-su                                 | Двійки (чоловіки)   | 59.89     | 14        | 1:00.28   | 17        | 1:00.10   | 14        | 1:00.97     | 20          | 4:01.24 | 19    |
| Jang Ki-kun Jung Hyun-woo Кім Дон Хьон Kim Hyeong-geun | Четвірки (чоловіки) | 59.74     | 25        | 1:00.31   | 26        | 59.91     | 25        | Н/Д         | Н/Д         | 2:59.96 | 25    |
| Kim Jin-su Kim Tae-yang Suk Young-jin Вон Юн Чжон      | Четвірки (чоловіки) | 59.45     | 19        | 59.60     | 16        | 59.38     | 16        | 59.59       | 15          | 3:58.02 | 18    |

Жінки
| Спортсмен | Дисципліна | 1-й заїзд | 1-й заїзд | 2-й заїзд | 2-й заїзд | 3-й заїзд | 3-й заїзд | 4-й заїзд | 4-й заїзд | Сума    | Сума  |
| Спортсмен | Дисципліна | Час       | Місце     | Час       | Місце     | Час       | Місце     | Час       | Місце     | Час     | Місце |
| --------- | ---------- | --------- | --------- | --------- | --------- | --------- | --------- | --------- | --------- | ------- | ----- |
| Кім Ю Ран | Монобоб    | 1:06.68   | 20        | 1:07.02   | 18        | 1:06.41   | 14        | 1:06.41   | 13        | 4:26.52 | 18    |

## Лижні перегони
Від Південної Кореї на Ігри кваліфікувалися два лижники і три лижниці.
Дистанційні перегони
| Спортсмен   | Дисципліна                        | Класичний стиль | Класичний стиль | Вільний стиль | Вільний стиль | Фінал   | Фінал       | Фінал |
| Спортсмен   | Дисципліна                        | Час             | Місце           | Час           | Місце         | Час     | Відставання | Місце |
| ----------- | --------------------------------- | --------------- | --------------- | ------------- | ------------- | ------- | ----------- | ----- |
| Джон Джун У | 15 км класичним стилем (чоловіки) | Н/Д             | Н/Д             | Н/Д           | Н/Д           | 46:34.6 | +8:39.8     | 82    |
| Кім Мін У   | 15 км класичним стилем (чоловіки) | Н/Д             | Н/Д             | Н/Д           | Н/Д           | 45:21.6 | +7:26.8     | 79    |
| Джон Джун У | 30 км скіатлон (чоловіки)         | КОЛО            | КОЛО            | КОЛО          | КОЛО          | КОЛО    | КОЛО        | 66    |
| Кім Мін У   | 30 км скіатлон (чоловіки)         | 46:24.3         | 61              | КОЛО          | КОЛО          | КОЛО    | КОЛО        | 62    |
| Лі Чхе Вон  | 10 км класичним стилем (жінки)    | Н/Д             | 34:45.5         | +6:39.2       | 75            |         |             |       |
| Lee Eui-jin | 10 км класичним стилем (жінки)    | Н/Д             | 34:07.9         | +6:01.6       | 72            |         |             |       |
| Хан Дасом   | 15 км скіатлон (жінки)            | 29:52.3         | 63              | НФ            | НФ            | НФ      | НФ          | -     |
| Лі Чхе Вон  | 15 км скіатлон (жінки)            | 28:01.6         | 61              | 27:01.7       | 61            | 55:52.6 | +11:38.9    | 61    |

Спринт
| Спортсмен             | Дисципліна                  | Кваліфікація | Кваліфікація | Чвертьфінал  | Чвертьфінал  | Півфінал     | Півфінал     | Фінал        | Фінал        |
| Спортсмен             | Дисципліна                  | Час          | Місце        | Час          | Місце        | Час          | Місце        | Час          | Місце        |
| --------------------- | --------------------------- | ------------ | ------------ | ------------ | ------------ | ------------ | ------------ | ------------ | ------------ |
| Джон Джун У           | Чоловіки                    | 3:16.15      | 81           | Не потрапив  | Не потрапив  | Не потрапив  | Не потрапив  | Не потрапив  | Не потрапив  |
| Кім Мін У             | Чоловіки                    | 3:19.76      | 82           | Не потрапив  | Не потрапив  | Не потрапив  | Не потрапив  | Не потрапив  | Не потрапив  |
| Джон Джун У Кім Мін У | Командний спринт (чоловіки) | Н/Д          | Н/Д          | Н/Д          | Н/Д          | 22:56.16     | 13           | Не потрапив  | 25           |
| Лі Чхе Вон            | Жінки                       | НС           | НС           | Не потрапила | Не потрапила | Не потрапила | Не потрапила | Не потрапила | Не потрапила |
| Lee Eui-jin           | Жінки                       | 3:52.05      | 77           | Не потрапила | Не потрапила | Не потрапила | Не потрапила | Не потрапила | Не потрапила |
| Хан Дасом Lee Eui-jin | Командний спринт (жінки)    | Н/Д          | Н/Д          | Н/Д          | Н/Д          | 26:55.52     | 11           | Не потрапила | 22           |

## Керлінг
Підсумок
| Збірна                                                   | Дисципліна     | Груповий етап       | Груповий етап               | Груповий етап                      | Груповий етап     | Груповий етап    | Груповий етап       | Груповий етап         | Груповий етап     | Груповий етап      | Груповий етап | Півфінал         | Фінал / БМ       | Фінал / БМ   |
| Збірна                                                   | Дисципліна     | Суперник Рахунок    | Суперник Рахунок            | Суперник Рахунок                   | Суперник Рахунок  | Суперник Рахунок | Суперник Рахунок    | Суперник Рахунок      | Суперник Рахунок  | Суперник Рахунок   | Місце         | Суперник Рахунок | Суперник Рахунок | Місце        |
| -------------------------------------------------------- | -------------- | ------------------- | --------------------------- | ---------------------------------- | ----------------- | ---------------- | ------------------- | --------------------- | ----------------- | ------------------ | ------------- | ---------------- | ---------------- | ------------ |
| Кім Ин Джон Кім Кьон Е Кім Чхо Хі Кім Сон Йон Кім Йон Мі | Жіночий турнір | Канада (CAN) L 7–12 | Велика Британія (GBR) W 9–7 | Олімпійський комітет Росії · W 9–5 | Китай (CHN) L 5–6 | США (USA) L 6–8  | Японія (JPN) W 10–5 | Швейцарія (SUI) L 4–8 | Данія (DEN) W 8–7 | Швеція (SWE) L 4–8 | 8             | Не потрапили     | Не потрапили     | Не потрапили |

### Жіночий турнір
Жіноча збірна Південної Кореї (п'ять спортсменок), кваліфікувалася на Ігри, посівши 3-тє місце на Олімпійських кваліфікаційних змаганнях 2021. Команда Кім Ин Джон здобула право представляти свою країну, вигравши Чемпіонат Кореї з керлінгу 2021 року.
Після 12-ї сесії
| Легенда | Легенда             |
| ------- | ------------------- |
|         | Потрапили до плейоф |

| Країна                     | Скіп               | В | П | В–П | КЗ | КП | ВЕ | ПЕ | ОЕ | ВЕ | ККД   | DSC   |
| -------------------------- | ------------------ | - | - | --- | -- | -- | -- | -- | -- | -- | ----- | ----- |
| Швейцарія                  | Сільвана Тірінзоні | 8 | 1 | –   | 67 | 46 | 44 | 36 | 4  | 12 | 81.6% | 19.14 |
| Швеція                     | Анна Гассельборг   | 7 | 2 | –   | 64 | 49 | 39 | 35 | 6  | 12 | 82.0% | 25.02 |
| Велика Британія            | Ів Мюргед          | 5 | 4 | 1–1 | 63 | 47 | 39 | 33 | 4  | 9  | 80.6% | 35.27 |
| Японія                     | Сацукі Фудзісава   | 5 | 4 | 1–1 | 64 | 62 | 40 | 36 | 2  | 13 | 82.3% | 36.00 |
| Канада                     | Дженніфер Джонс    | 5 | 4 | 1–1 | 71 | 59 | 42 | 41 | 1  | 14 | 80.4% | 45.44 |
| США                        | Табіта Пітерсон    | 4 | 5 | 2–0 | 60 | 64 | 40 | 39 | 2  | 12 | 79.5% | 33.87 |
| Китай                      | Хань Юй            | 4 | 5 | 1–1 | 56 | 67 | 38 | 41 | 3  | 10 | 79.6% | 30.06 |
| Південна Корея             | Кім Ин Джон        | 4 | 5 | 0–2 | 62 | 66 | 40 | 42 | 3  | 10 | 80.8% | 27.79 |
| Данія                      | Мадлен Дюпон       | 2 | 7 | –   | 50 | 68 | 33 | 41 | 7  | 0  | 77.2% | 23.36 |
| Олімпійський комітет Росії | Аліна Ковальова    | 1 | 8 | –   | 50 | 79 | 34 | 45 | 2  | 7  | 78.9% | 29.34 |

Коловий турнір
Південна Корея пропускала 1-шу, 5-ту і 9-ту сесії.
| Майданчик A          | 1 | 2 | 3 | 4 | 5 | 6 | 7 | 8 | 9 | 10 | Загалом |
| Канада (Джонс)       | 0 | 2 | 0 | 3 | 1 | 0 | 3 | 0 | 1 | 2  | 12      |
| Південна Корея (Кім) | 1 | 0 | 3 | 0 | 0 | 2 | 0 | 1 | 0 | 0  | 7       |

| Майданчик D              | 1 | 2 | 3 | 4 | 5 | 6 | 7 | 8 | 9 | 10 | Загалом |
| Південна Корея (Кім)     | 0 | 0 | 2 | 1 | 0 | 2 | 0 | 0 | 4 | 0  | 9       |
| Велика Британія (Мюргед) | 0 | 1 | 0 | 0 | 2 | 0 | 1 | 2 | 0 | 1  | 7       |

| Майданчик B                            | 1 | 2 | 3 | 4 | 5 | 6 | 7 | 8 | 9 | 10 | Загалом |
| Південна Корея (Кім)                   | 1 | 0 | 2 | 1 | 2 | 0 | 2 | 0 | 1 | X  | 9       |
| Олімпійський комітет Росії (Ковальова) | 0 | 2 | 0 | 0 | 0 | 1 | 0 | 2 | 0 | X  | 5       |

| Майданчик C          | 1 | 2 | 3 | 4 | 5 | 6 | 7 | 8 | 9 | 10 | 11 | Загалом |
| Південна Корея (Кім) | 2 | 0 | 0 | 1 | 0 | 1 | 0 | 0 | 0 | 1  | 0  | 5       |
| Китай (Хань)         | 0 | 1 | 1 | 0 | 1 | 0 | 0 | 2 | 0 | 0  | 1  | 6       |

| Майданчик D          | 1 | 2 | 3 | 4 | 5 | 6 | 7 | 8 | 9 | 10 | Загалом |
| США (Пітерсон)       | 0 | 0 | 1 | 0 | 1 | 3 | 0 | 2 | 0 | 1  | 8       |
| Південна Корея (Кім) | 0 | 1 | 0 | 1 | 0 | 0 | 2 | 0 | 2 | 0  | 6       |

| Майданчик C          | 1 | 2 | 3 | 4 | 5 | 6 | 7 | 8 | 9 | 10 | Загалом |
| Японія (Фудзісава)   | 0 | 2 | 0 | 0 | 2 | 0 | 0 | 1 | 0 | X  | 5       |
| Південна Корея (Кім) | 1 | 0 | 3 | 1 | 0 | 2 | 1 | 0 | 2 | X  | 10      |

| Майданчик B           | 1 | 2 | 3 | 4 | 5 | 6 | 7 | 8 | 9 | 10 | Загалом |
| Швейцарія (Тірінзоні) | 0 | 0 | 1 | 0 | 3 | 0 | 0 | 0 | 2 | 2  | 8       |
| Південна Корея (Кім)  | 0 | 1 | 0 | 1 | 0 | 1 | 1 | 0 | 0 | 0  | 4       |

| Майданчик A          | 1 | 2 | 3 | 4 | 5 | 6 | 7 | 8 | 9 | 10 | Загалом |
| Південна Корея (Кім) | 0 | 2 | 0 | 1 | 0 | 2 | 0 | 1 | 0 | 2  | 8       |
| Данія (Дюпон)        | 1 | 0 | 1 | 0 | 3 | 0 | 1 | 0 | 1 | 0  | 7       |

| Майданчик D          | 1 | 2 | 3 | 4 | 5 | 6 | 7 | 8 | 9 | 10 | Загалом |
| Південна Корея (Кім) | 0 | 2 | 0 | 1 | 0 | 0 | 1 | 0 | 0 | 0  | 4       |
| Швеція (Гассельборґ) | 0 | 0 | 1 | 0 | 1 | 1 | 0 | 2 | 1 | 2  | 8       |

## Фігурне катання
На Чемпіонаті світу 2021 року в Стокгольмі здобула одне квотне місце в чоловічому одиночному катанні й два місця - в жіночому. Друге квотне місце для чоловіка здобуто на cS Nebelhorn Trophy 2021.
| Спортсмен     | Дисципліна                   | КП    | КП    | ДП          | ДП          | Загалом     | Загалом     |
| Спортсмен     | Дисципліна                   | Бали  | Місце | Бали        | Місце       | Бали        | Місце       |
| ------------- | ---------------------------- | ----- | ----- | ----------- | ----------- | ----------- | ----------- |
| Чха Чжун Хван | Одиночні змагання (чоловіки) | 99.51 | 4 Q   | 182.87      | 7           | 282.38      | 5           |
| Лі Сі Хьон    | Одиночні змагання (чоловіки) | 65.69 | 27    | Не потрапив | Не потрапив | Не потрапив | Не потрапив |
| Кім Є Рім     | Одиночні змагання (жінки)    | 67.78 | 9 Q   | 134.85      | 11          | 202.63      | 9           |
| Ю Йон         | Одиночні змагання (жінки)    | 70.34 | 6 Q   | 142.75      | 4           | 213.09      | 6           |

## Фристайл
Фріскі
| Спортсмен     | Дисципліна         | Кваліфікація | Кваліфікація | Кваліфікація | Кваліфікація | Кваліфікація | Фінал        | Фінал        | Фінал        | Фінал        | Фінал        |
| Спортсмен     | Дисципліна         | 1-ша спроба  | 2-га спроба  | 3-тя спроба  | Найкраща     | Місце        | 1-ша спроба  | 2-га спроба  | 3-тя спроба  | Найкраща     | Місце        |
| ------------- | ------------------ | ------------ | ------------ | ------------ | ------------ | ------------ | ------------ | ------------ | ------------ | ------------ | ------------ |
| Lee Seung-hun | Хафпайп (чоловіки) | 49.75        | 56.75        | Н/Д          | 56.75        | 16           | Не потрапив  | Не потрапив  | Не потрапив  | Не потрапив  | Не потрапив  |
| Чан Ю Джін    | Хафпайп (жінки)    | 3.75         | 4.25         | Н/Д          | 4.25         | 20           | Не потрапила | Не потрапила | Не потрапила | Не потрапила | Не потрапила |
| Kim Da-eun    | Хафпайп (жінки)    | 44.50        | 45.50        | Н/Д          | 45.50        | 17           | Не потрапила | Не потрапила | Не потрапила | Не потрапила | Не потрапила |

## Санний спорт
Від Південної Кореї кваліфікувалися по одному екіпажу в кожній дисципліні, а отже й команда в змішаній естафеті.
| Спортсмен               | Дисципліна                | 1-й заїзд | 1-й заїзд | 2-й заїзд | 2-й заїзд | 3-й заїзд | 3-й заїзд | 4-й заїзд   | 4-й заїзд   | Сума     | Сума  |
| Спортсмен               | Дисципліна                | Час       | Місце     | Час       | Місце     | Час       | Місце     | Час         | Місце       | Час      | Місце |
| ----------------------- | ------------------------- | --------- | --------- | --------- | --------- | --------- | --------- | ----------- | ----------- | -------- | ----- |
| Лім Нам Кю              | Одномісні сани (чоловіки) | 1:02.438  | 34        | 59.794    | 30        | 59.538    | 28        | Не потрапив | Не потрапив | 3:01.770 | 33    |
| Чо Юн М'юн Пак Чі Йон   | Двомісні сани             | 59.361    | 10        | 59.366    | 12        | Н/Д       | Н/Д       | Н/Д         | Н/Д         | 1:58.727 | 12    |
| Aileen Christina Frisch | Одномісні сани (жінки)    | 59.776    | 23        | 59.642    | 20        | 59.055    | 18        | 1:01.811    | 19          | 4:00.284 | 19    |

Змішані
| Спортсмени                                    | Дисципліна | 1-й заїзд | 1-й заїзд | 2-й заїзд | 2-й заїзд | 3-й заїзд | 3-й заїзд | Сума     | Сума  |
| Спортсмени                                    | Дисципліна | Час       | Місце     | Час       | Місце     | Час       | Місце     | Час      | Місце |
| --------------------------------------------- | ---------- | --------- | --------- | --------- | --------- | --------- | --------- | -------- | ----- |
| Айлен Фріш Лім Нам Кю Пак Чі Йон / Чо Юн М'юн | Естафета   | 1:02.682  | 14        | 1:05.265  | 14        | 1:03.291  | 8         | 3:11.238 | 13    |

## Лижне двоборство
| Спортсмен | Дисципліна                | Стрибки з трампліна | Стрибки з трампліна | Стрибки з трампліна | Лижні перегони | Лижні перегони | Загалом | Загалом |
| Спортсмен | Дисципліна                | Відстань            | Бали                | Місце               | Час            | Місце          | Час     | Місце   |
| --------- | ------------------------- | ------------------- | ------------------- | ------------------- | -------------- | -------------- | ------- | ------- |
| Пак Че Он | Великий трамплін/10 км    | 107.0               | 67.9                | 39                  | 30:08.5        | 47             | 34:56.5 | 44      |
| Пак Че Он | Нормальний трамплін/10 км | 90.0                | 82.3                | 36                  | 29:11.3        | 43             | 32:34.3 | 42      |

## Скелетон
Від Південної Кореї на Ігри кваліфікувалися два скелетоністи і одна скелетоністка.
| Спортсмен     | Дисципліна | 1-й заїзд | 1-й заїзд | 2-й заїзд | 2-й заїзд | 3-й заїзд | 3-й заїзд | 4-й заїзд    | 4-й заїзд    | Сума    | Сума  |
| Спортсмен     | Дисципліна | Час       | Місце     | Час       | Місце     | Час       | Місце     | Час          | Місце        | Час     | Місце |
| ------------- | ---------- | --------- | --------- | --------- | --------- | --------- | --------- | ------------ | ------------ | ------- | ----- |
| Jung Seung-gi | Чоловіки   | 1:01.18   | 11        | 1:01.04   | 10        | 1:00.69   | 9         | 1:00.83      | 9            | 4:03.74 | 10    |
| Юн Сон Бін    | Чоловіки   | 1:01.26   | 13        | 1:01.17   | 13        | 1:01.03   | 12        | 1:00.63      | 7            | 4:04.09 | 12    |
| Кім Ин Чі     | Жінки      | 1:03.28   | 22        | 1:03.68   | 23        | 1:02.83   | 22        | Не потрапила | Не потрапила | 3:09.79 | 23    |

## Сноубординг
Паралельні
| Спортсмен    | Дисципліна                    | Кваліфікація | Кваліфікація | 1/8 фіналу      | Чвертьфінал        | Півфінал     | Фінал        | Фінал       |
| Спортсмен    | Дисципліна                    | Час          | Місце        | Суперник Час    | Суперник Час       | Суперник Час | Суперник Час | Місце       |
| ------------ | ----------------------------- | ------------ | ------------ | --------------- | ------------------ | ------------ | ------------ | ----------- |
| Кім Сан Гьом | Гігантський слалом (чоловіки) | 1:23.81      | 24           | Не потрапив     | Не потрапив        | Не потрапив  | Не потрапив  | Не потрапив |
| Лі Сан Хо    | Гігантський слалом (чоловіки) | 1:20.54      | 1 Q          | Bagozza (ITA) W | Wild (ROC) L +0.01 | Не потрапив  | Не потрапив  | 5           |
| Чон Хе Рім   | Гігантський слалом (жінки)    | 1:29.10      | 18           | Не потрапив     | Не потрапив        | Не потрапив  | Не потрапив  | Не потрапив |

Фристайл
| Спортсмен   | Дисципліна         | Кваліфікація | Кваліфікація | Кваліфікація | Кваліфікація | Фінал        | Фінал        | Фінал        | Фінал        | Фінал        |
| Спортсмен   | Дисципліна         | 1-ша спроба  | 2-га спроба  | Краща        | Місце        | 1-ша спроба  | 2-га спроба  | 3-тя спроба  | Найкраща     | Місце        |
| ----------- | ------------------ | ------------ | ------------ | ------------ | ------------ | ------------ | ------------ | ------------ | ------------ | ------------ |
| Lee Chae-un | Хафпайп (чоловіки) | 26.00        | 35.00        | 35.00        | 18           | Не потрапив  | Не потрапив  | Не потрапив  | Не потрапив  | Не потрапив  |
| Lee Na-yoon | Хафпайп (жінки)    | 31.00        | 34.50        | 34.50        | 20           | Не потрапила | Не потрапила | Не потрапила | Не потрапила | Не потрапила |

## Шорт-трек
Від Південної Кореї кваліфікувалися всі три естафетні команди й максимально можливі по п'ять спортсменів кожної статі.
Чоловіки
| Спортсмен                                                  | Дисципліна      | Попередній заїзд | Попередній заїзд | Чвертьфінал | Чвертьфінал | Півфінал    | Півфінал    | Фінал       | Фінал       |
| Спортсмен                                                  | Дисципліна      | Час              | Місце            | Час         | Місце       | Час         | Місце       | Час         | Місце       |
| ---------------------------------------------------------- | --------------- | ---------------- | ---------------- | ----------- | ----------- | ----------- | ----------- | ----------- | ----------- |
| Хван Те Хон                                                | 500 м           | 40.971           | 2 Q              | 40.636      | 2 Q         | PEN         | PEN         | Не потрапив | 10          |
| Лі Джун Со                                                 | 500 м           | PEN              | PEN              | Не потрапив | Не потрапив | Не потрапив | Не потрапив | Не потрапив | Не потрапив |
| Хван Те Хон                                                | 1000 м          | 1:23.042 OR      | 1 Q              | 1:24.693    | 1 Q         | PEN         | PEN         | Не потрапив | 8           |
| Лі Джун Со                                                 | 1000 м          | 1:24.698         | 1 Q              | 1:23.682    | 1 Q         | PEN         | PEN         | Не потрапив | 9           |
| Парк Джан Хюк                                              | 1000 м          | 1:24.081         | 1 Q              | -           | 3 ADV       | НС          | НС          | Не потрапив | 10          |
| Хван Те Хон                                                | 1500 м          | Н/Д              | Н/Д              | 2:14.910    | 1 Q         | 2:13.188    | 1 QA        | 2:09.219    | 1           |
| Лі Джун Со                                                 | 1500 м          | Н/Д              | Н/Д              | 2:18.630    | 1 Q         | 2:16.586    | 1 QA        | 2:09.622    | 5           |
| Парк Джан Хюк                                              | 1500 м          | Н/Д              | Н/Д              | 2:12.116    | 3 Q         | 2:12.751    | 2 QA        | 2:10.176    | 7           |
| Хван Те Хон Кім Дон Ук Квак Юн Гі Лі Джун Со Парк Джан Хюк | Естафета 5000 м | Н/Д              | Н/Д              | Н/Д         | Н/Д         | 6:37.879    | 1 QA        | 6:41.679    | 2           |

Жінки
| Спортсменка                                | Дисципліна      | Попередній заїзд | Попередній заїзд | Чвертьфінал  | Чвертьфінал  | Півфінал     | Півфінал     | Фінал        | Фінал |
| Спортсменка                                | Дисципліна      | Час              | Місце            | Час          | Місце        | Час          | Місце        | Час          | Місце |
| ------------------------------------------ | --------------- | ---------------- | ---------------- | ------------ | ------------ | ------------ | ------------ | ------------ | ----- |
| Чхве Мін Джон                              | 500 м           | 42.853           | 1 Q              | 1:04.939     | 4            | Не потрапила | Не потрапила | Не потрапила | 14    |
| Лі Ю Бін                                   | 500 м           | 43.141           | 4                | Не потрапила | Не потрапила | Не потрапила | Не потрапила | Не потрапила | 26    |
| Чхве Мін Джон                              | 1000 м          | 1:28.053         | 1 Q              | 1:28.722     | 2 Q          | 1:26.850     | 3 QA         | 1:28.443     | 2     |
| Кім А Ран                                  | 1000 м          | 1:28.680         | 3                | Не потрапила | Не потрапила | Не потрапила | Не потрапила | Не потрапила | 22    |
| Лі Ю Бін                                   | 1000 м          | 1:27.862         | 2 Q              | 1:29.120     | 1 Q          | 1:28.170     | 3 QB         | 1:29.739     | 6     |
| Чхве Мін Джон                              | 1500 м          | Н/Д              | Н/Д              | 2:20.846     | 1 Q          | 2:16.831 OR  | 1 QA         | 2:17.789     | 1     |
| Кім А Ран                                  | 1500 м          | Н/Д              | 2:32.879         | 1 Q          | 2:22.420     | 4 QB         | 2:45.707     | 13           |       |
| Лі Ю Бін                                   | 1500 м          | Н/Д              | 2:17.851         | 2 Q          | 2:22.157     | 1 QA         | 2:18.825     | 6            |       |
| Чхве Мін Джон Кім А Ран Лі Ю Бін Со Ві Мін | Естафета 3000 м | Н/Д              | Н/Д              | Н/Д          | Н/Д          | 4:05.904     | 2 QA         | 4:03.627     | 2     |

Змішані
| Спортсмени                                       | Дисципліна      | Чвертьфінал | Чвертьфінал | Півфінал     | Півфінал     | Фінал        | Фінал |
| Спортсмени                                       | Дисципліна      | Час         | Місце       | Час          | Місце        | Час          | Місце |
| ------------------------------------------------ | --------------- | ----------- | ----------- | ------------ | ------------ | ------------ | ----- |
| Чхве Мін Джон Хван Те Хон Лі Ю Бін Парк Джан Хюк | Естафета 2000 м | 2:48.308    | 3           | Не потрапили | Не потрапили | Не потрапили | 9     |

Легенда
ADV: Потрапив до наступного раунду, бо йому завадив інший шорт-трекіст; OR: Олімпійський рекорд; PEN: Пенальті; Q: Кваліфікувався; QA: Кваліфікувався(лася) до медального раунду; QB: Кваліфікувався(лася) до втішного раунду

## Ковзанярський спорт
Від Південної Кореї на Ігри кваліфікувалися чотири чоловіки і шість жінок.
Чоловіки
| Спортсмен    | Дисципліна | Час     | Місце |
| ------------ | ---------- | ------- | ----- |
| Чха Мін Гю   | 500 м      | 34.39   | 2     |
| Кім Джун Хо  | 500 м      | 34.54   | 6     |
| Чха Мін Гю   | 1000 м     | 1:09.69 | 18    |
| Кім Мін Сок  | 1000 м     | 1:10.08 | 24    |
| Кім Мін Сок  | 1500 м     | 1:44.24 | 3     |
| Пак Сон Хьон | 1500 м     | 1:47.59 | 21    |

Жінки
| Спортсменка  | Дисципліна | Час     | Місце |
| ------------ | ---------- | ------- | ----- |
| Кім Мін Сон  | 500 м      | 37.60   | 7     |
| Кім Хьон Йон | 1000 м     | 1:17.50 | 25    |
| Кім Мін Сон  | 1000 м     | 1:16.49 | 16    |
| Пак Джі У    | 1000 м     | 1:19.39 | 30    |

Масстарт
| Спортсмени  | Дисципліна | Півфінали | Півфінали | Півфінали | Фінали       | Фінали       | Фінали |
| Спортсмени  | Дисципліна | Бали      | Час       | Місце     | Бали         | Час          | Місце  |
| ----------- | ---------- | --------- | --------- | --------- | ------------ | ------------ | ------ |
| Чон Чхе Вон | Чоловіки   | 12        | 7:56.76   | 4 Q       | 40           | 7:47.18      | 2      |
| Лі Син Хун  | Чоловіки   | 40        | 7:43.63   | 2 Q       | 20           | 7:47.20      | 3      |
| Кім Бо Рим  | Жінки      | 40        | 8:34.23   | 2 Q       | 6            | 8:16.81      | 5      |
| Пак Джі У   | Жінки      | 0         | 8:53.64   | 13        | Не потрапила | Не потрапила | 26     |

Командні перегони переслідування
| Спортсмени                         | Дисципліна | Чвертьфінал | Чвертьфінал | Півфінал     | Півфінал    | Фінал                          | Фінал |
| Спортсмени                         | Дисципліна | Час         | Місце       | Суперник Час | Місце       | Суперник Час                   | Місце |
| ---------------------------------- | ---------- | ----------- | ----------- | ------------ | ----------- | ------------------------------ | ----- |
| Чон Чхе Вон Кім Мін Сок Лі Син Хун | Чоловіки   | 3:41.89     | 6           | Не потрапив  | Не потрапив | Final C Канада (CAN) L 3:53.77 | 6     |